# Münsingen (Baden-Württemberg)
Münsingen è una città tedesca di 14 555 abitanti, situata nel land del Baden-Württemberg.